# Jakobskirche (Hastrungsfeld)

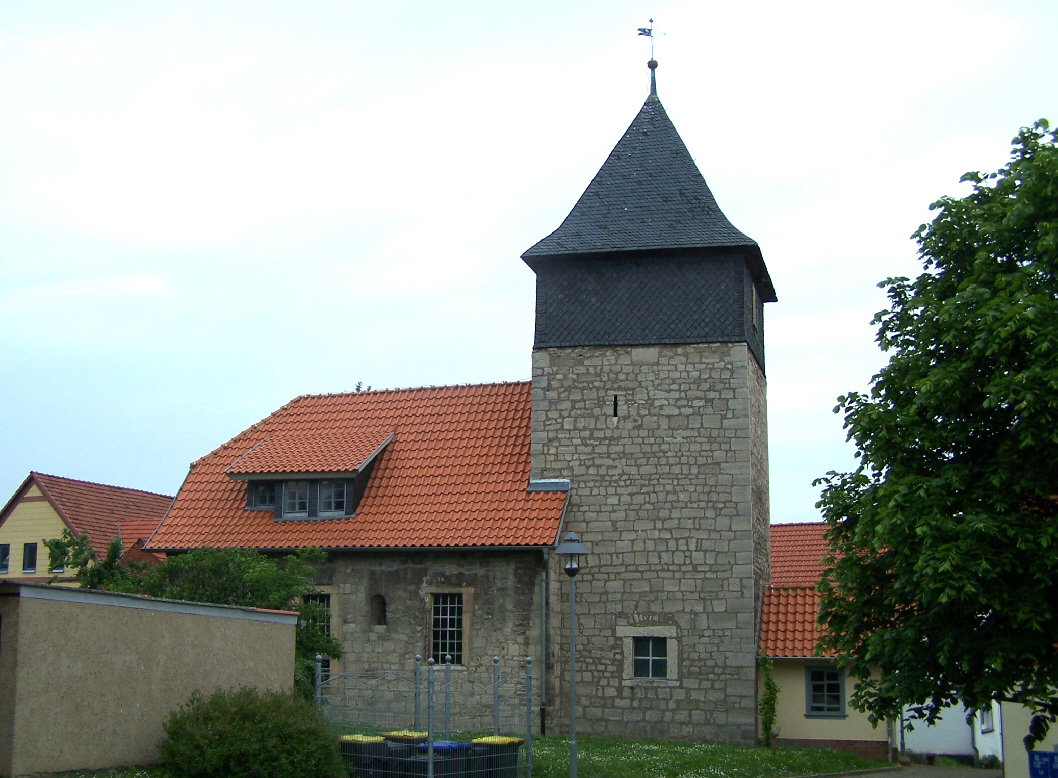
Hastrungsfeld, Jakobskirche

Die evangelisch-lutherische Jakobskirche steht in Hastrungsfeld, einem Ortsteil der thüringischen Gemeinde Hörselberg-Hainich im Wartburgkreis. Die Jakobskirche gehört zum Gemeindeteil Hastrungsfeld der Kirchengemeinde Melborn der Pfarrei Melborn I im Kirchenkreis Eisenach-Gerstungen der Evangelischen Kirche in Mitteldeutschland.

## Beschreibung
Die Kirche in Hastrungsfeld war eine hölzerne Wehrkirche, die durch einen Brand völlig zerstört wurde. An ihrer Stelle wurde eine kleine romanische Kirche auf der Höhe des Ortes am Nordosthang des Hörselberges erbaut. Diese Saalkirche mit Chorturm wurde später umgebaut. Teile der ersten Bauphase haben sich noch im Chor und im Langhaus erhalten. An der Südseite des Kirchenschiffes befindet sich ein romanisches Rundbogenfenster, an der Nordseite eine teilweise vermauerte gotische spitzbogige Tür. Später wurden rechteckige Fenster in das Mauerwerk gebrochen. Das Langhaus ist mit einer Flachdecke überspannt, die an den Seiten abgeschrägt ist. Hinter dem rundbogigen Triumphbogen mit romanischen Kämpfern öffnet sich der tonnengewölbte Altarraum. Auf dem Altar steht ein kleines Kruzifix aus dem 18. Jahrhundert. An der Chornordseite befindet sich ein gotisches Sakramentshaus. Die barocke Kanzel steht auf einer Stütze. Die Felder ihrer Brüstung sind mit Säulen untergliedert. Das hölzerne Taufbecken stammt ebenfalls aus dem 17. Jahrhundert.
An der Nord- und Südwand befindet sich jeweils eine eingeschossige Empore, an der Westwand ist die Empore zweigeschossig. Auf der oberen Empore ist die Orgel untergebracht. Sie hat 8 Register, verteilt auf ein Manual und ein Pedal, und wurde im 19. Jahrhundert von einem unbekannten Orgelbauer gebaut.
Zuletzt wurde die Kirche in den 1980er Jahren renoviert.